# Pseudatteria purpurea
Pseudatteria purpurea es una especie de polilla del género Pseudatteria, familia Tortricidae.
Fue descrita científicamente por Dognin en 1904.